# Maria Sargany
Maria Sargany, auch Maria Stern bzw. Maria Birnbaum (* 1808 in Prag; † 1862 ebenda) war eine böhmische Theaterschauspielerin.

## Leben
Sargany, die zuerst unter dem Namen Stern und nach ihrer Verheiratung 1835 mit Carl Birnbaum unter dem Namen ihres Mannes auftrat, wirkte vornehmlich am Hoftheater Kassel (1835–1856), und nahm in ihrem Fach der tragischen Liebhaberin eine nicht unbedeutende Stellung ein. 1856 entsagte sie der Bühne und starb 1862 in ihrer Geburtsstadt.